# Clóvis Ferro Costa
Clóvis Ferro Costa (Passagem Franca, 19 de novembro de 1919 – Rio de Janeiro, 12 de fevereiro de 1992) foi um advogado brasileiro.
Filho do juiz de direito José de Maria Costa e de Hilda de Maria Ferro Costa. Estudou na Faculdade de Direito da Universidade Federal do Pará, onde obteve o diploma de advogado em 1943. 
Foi um dos fundadores da União Democrática Nacional (UDN) no Pará, sendo que nas eleições de 3 de outubro de 1950 elegeu-se deputado estadual por tal legenda. Assumindo sua cadeira em fevereiro do ano seguinte, na Assembléia Legislativa foi líder do governo de 1951 a 1954 e presidente da Comissão de Constituição e Justiça de 1951 a 1955. Foi reeleito no pleito de outubro de 1954, foi reconduzido à presidência dessa comissão, permanecendo nela até 1958.
Elegeu-se deputado federal em outubro de 1958, reelegendo-se quatro ano depois, sendo um dos poucos parlamentares da UDN que, durante o governo de João Goulart, defenderam as propostas de reformas originadas naquele governo. Exerceu seu mandato até 10 de abril de 1964, quando foi incluído na primeira lista de cassações publicada após o Ato Institucional nº 1, editado no dia anterior pela junta militar que depôs o presidente João Goulart. Desta forma, abandonou então a vida pública, recolhendo-se às atividades privadas.
Em setembro de 1989 foi nomeado consultor-geral da República na presidência José Sarney, em substituição a Saulo Ramos, nomeado ministro da Justiça. Permaneceu no cargo até o fim do governo Sarney, sucedido por Célio Silva.